# (55638) 2002 VE95
(55638)  2002 VE95 est un objet transneptunien du groupe des plutinos.

## Caractéristiques
2002 VE95 mesure environ 250 km de diamètre.

## Orbite
L'orbite de 2002 VE95 possède un demi-grand axe de 39,575 ua et une période orbitale d'environ 249 ans. Son périhélie l'amène à 27,976 ua du Soleil et son aphélie l'en éloigne de 51,174 ua. Il s'agit d'un plutino.

## Découverte
2002 VE95 a été découvert le 14 novembre 2002.